# 케른아바스의 거인

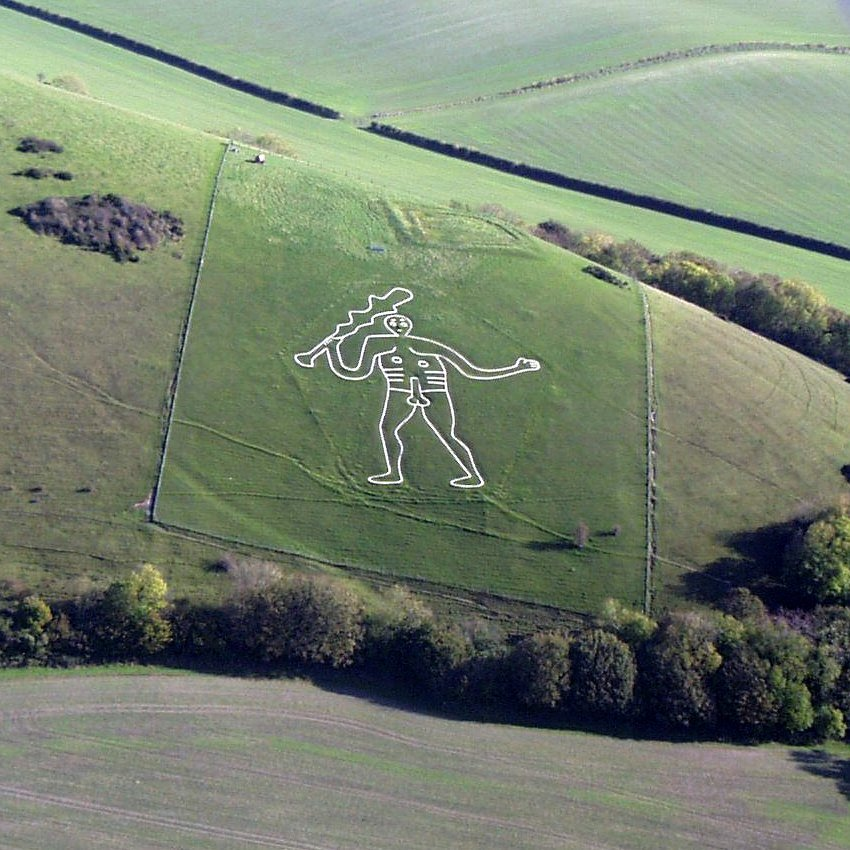

케른아바스의 거인(Cerne Abbas Giant)은 잉글랜드 도싯주 케른아바스 마을 근처의 언덕에 새겨진 형상이다. 언덕의 뗏장을 벗겨내서 윤곽선을 그리고 그 안을 백악으로 채워넣었다. 그림은 음경이 발기한 거대한 벌거숭이 남자가 몽둥이를 들고 있는 모습이다.
이 그림을 누가 그렸는지 또 언제 그렸는지는 불확실하다. 보통 고대에 만들어진 것으로 취급되나, 이 그림에 관한 최초의 언급이 이루어지는 것은 17세기 문헌이다. 혹자는 색슨족의 신이라고도 하고, 혹자는 켈트족의 신이라고 하고, 혹자는 로마의 헤르쿨레스라고 한다. 또는 켈트의 신과 로마의 헤르쿨레스가 결합된 것이라고도 한다. 그러나 증거가 부족하기에 학자들은 이 그림이 17세기에 만들어졌을 가능성도 배제하지 않고 있다.
그림의 정체가 무엇이든 간에 케른아바스의 거인은 지역 문화에 중요한 요소가 되었으며, 관광지로도 활용되고 있다.

## 같이 보기
- 윌밍턴의 롱맨